# Sriramnagar
Sriramnagar è una suddivisione dell'India, classificata come census town, di 19.550 abitanti, situata nel distretto di Vizianagaram, nello stato federato dell'Andhra Pradesh. In base al numero di abitanti la città rientra nella classe IV (da 10.000 a 19.999 persone).

## Società

### Evoluzione demografica
Al censimento del 2001 la popolazione di Sriramnagar assommava a 19.550 persone, delle quali 9.769 maschi e 9.781 femmine. I bambini di età inferiore o uguale ai sei anni assommavano a 2.085, dei quali 1.106 maschi e 979 femmine. Infine, coloro che erano in grado di saper almeno leggere e scrivere erano 12.565, dei quali 7.093 maschi e 5.472 femmine.